# Венанций Фортунат
Вена́нций Фортуна́т (полное имя Венанций Гонорий Клементиан Фортунат; лат. Venantius Fortunatus; между 530 и 540, Дуплавилис [ныне Вальдоббьядене], близ Тревизо, Венеция — ок. 600 или 609, Пуатье, Франкское государство) — епископ Пуатье примерно с 600 года, один из самых известных латинских поэтов и церковных писателей эпохи Меровингов. Современные историки считают его продолжателем Авзония, представителем латинской поэзии «тёмных веков», а также последним поэтом античности.
В конце 565 года предпринял путешествие в Галлию, чтобы поклониться мощам святого Мартина Турского и отблагодарить его за своё исцеление. В 567 году он прибыл в Пуатье, где познакомился со святой Радегундой, после чего остался жить в этом городе до конца своей жизни, в аббатстве Святого Креста, где в том же году принял постриг. Позднее, благодаря поддержке Радегунды, был рукоположен в сан священника, а в самом конце жизни стал епископом Пуатье.
Он никогда не был канонизирован, но в средние века почитался как святой. Его память как святого празднуется 14 декабря.

## Биография

### Ранние годы и образование
Венанций Фортунат родился между 530 и 540 годами в местечке Дуплавилис (ныне Вальдоббьядене), близ Тарвизия (совр. Тревизо), на северо-востоке современной Италии, возможно, в аристократической семье. О том, кто были его родители, исторические источники ничего не сообщают. Он вырос во время византийского завоевания Италии, но до сих пор ведётся спор о том, где Венанций провёл своё детство. Некоторые современные историки предполагают, что семья Венанция переехала в Аквилею из-за неспокойной политической ситуации в Тревизо после смерти короля остготов Теодориха Великого, где он получил начальное образование. Нет никаких доказательств этой теории, но она всё-таки имеет место, потому что Венанций позднее очень тепло отзывался об одном из местных епископов, Павлине I Аквилейском. Другие учёные, такие как Джудит Джордж, считают, что его семья никогда не переезжала в Аквилею, указывая, что поэт говорил скорее на диалекте своей малой родины, чем на каком-либо другом местном наречии.

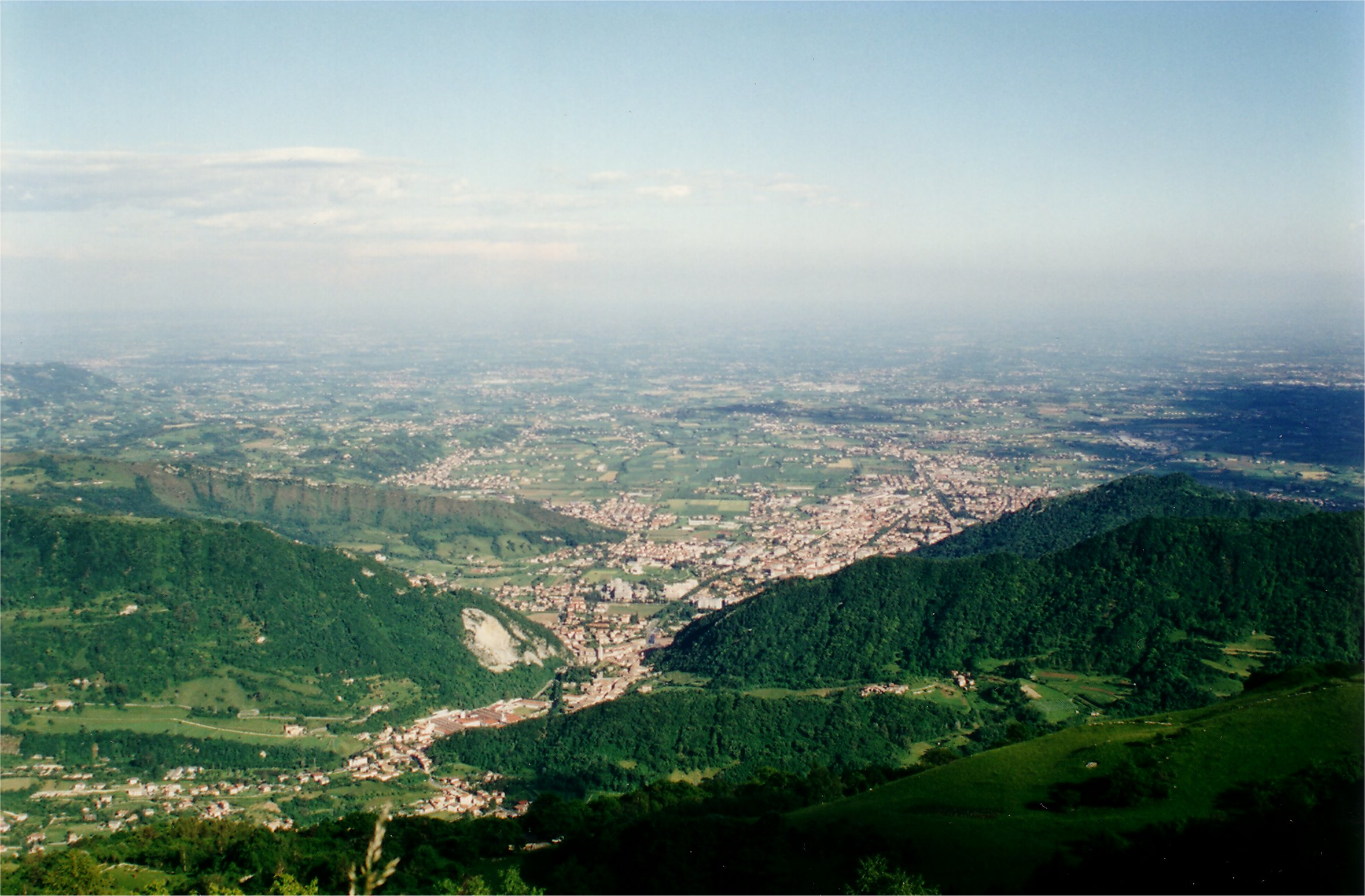
Витторио Венето и равнины. Вид с горы Коль-Висентин. Родные места Венанция Фортуната

Приблизительно в 550-х или 560-х годах Венанций отправился в Равенну, которая считалась в то время центром византийских владений в Италии и славилась своими знаменитыми школами и большим количеством образованных людей. Там он получил классическое римское образование, изучая грамматику и риторику, юриспруденцию и поэзию. Его поздние работы показывают, что он был знаком не только с творчеством таких классических поэтов, как Вергилий, Гораций, Овидий, Стаций и Марциал, но и с произведениями христианских поэтов, таких как Аратор, Клавдиан и Седулий. На Венанция сильно повлияли работы поэтов-классиков, и на протяжении всего его поэтического творчества в его произведениях можно найти сходство с творениями этих выдающихся поэтов. Кроме того, на него, вероятно, оказало некоторое влияние знание греческого языка и классических греческих писателей и философов, так как он время от времени ссылается на них в своих произведениях.

### Путешествие в Галлию
Согласно Павлу Диакону, в Равенне Венанций Фортунат стал терять зрение, после чего в базилике святых Павла и Иоанна он, вместе со своим другом Феликсом, будущим епископом Тарвизия, который также страдал сильными глазными болями, обратился с молитвами к Мартину Турскому. Протерев глаза каплей масла из лампады, горевшей перед алтарём святого Мартина, он вернул себе зрение и, чтобы отблагодарить его и поклониться мощам святого, решил предпринять в конце 565 года путешествие в Галлию.
Сначала он отправился в Аквилею, откуда по реке Тальяменто через Цульо достиг перевала близ Тарвизио в Юлийских Альпах, затем он перешёл Драву около Лиенца, по реке Риенце дошёл до Бреннера, перебрался через Инн при Инсбруке и оттуда, перейдя Лех, прибыл в Аугсбург. Дальше его путь неизвестен, и трудно сказать, где он пересекал Дунай и Рейн. Правда, из его произведений следует, что он также побывал в Майнце, где вместе с местным епископом Сидонием праздновал строительство баптистерия и церкви Святого Георгия, в Кёльне, где его гостеприимно принял епископ Карентин, и в Трире, где он написал похвалу епископу Ницетию, который построил замок на Мозеле. Но в его книгах стихов хронологический порядок отчасти нарушен переписчиками, поэтому существует вероятность того, что он побывал там позднее.

Франкские королевства после смерти Хлотаря I (561 год)

В начале весны 566 года он прибыл в Мец ко двору короля Австразии Сигиберта I, где оставался довольно продолжительное время и присутствовал на его свадьбе с Брунгильдой, дочерью короля вестготов Атанагильда. Этому событию Венанций посвятил эпиталаму и элегию, и, благодаря этому, у него появилось много благородных покровителей и друзей среди австразийской знати, для которых он также написал ряд произведений. На основании текста одного из стихотворений, название которого не сохранилось, предполагается, что Венанций Фортунат мог быть даже крёстным отцом первого ребёнка новобрачных — их дочери Ингунды.
Однако некоторые современные историки считают, что он совершил свой вояж совсем по другой причине: тогда последующие события предстают в несколько ином свете. В своих произведениях Венанций Фортунат изображает себя в образе странствующего менестреля, путешествующего только ради приключений, и уверяет, что он прибыл во франкский мир, дабы почтить могилу святого Мартина в городе Туре. Однако, почему-то он направился не в сторону Тура, на то время принадлежащего королю Хариберту I, а устремился во владения короля Сигиберта. Также и переход через Альпы в разгар зимы делает эту версию маловероятной, тем более, что зима 565/566 года была очень холодной. Марий Аваншский в своей хронике отмечает: В этом году была суровейшая зима, и в течение пяти или даже более месяцев из-за обилия снега не было видно земли; от таких тягот погибло множество зверей. Следовательно, лишь крайняя необходимость заставила Венанция совершить поездку в такую погоду. Также заслуживает внимания то, что Венанция в дороге сопровождал франкский посланец Сигоальд, получивший от дворца подорожную, то есть документ, позволяющий бесплатно пользоваться почтовыми лошадьми. Возможно, присутствие Венанция на свадьбе Сигиберта и Брунгильды не было простым совпадением, а, напротив, стало результатом активной и сознательной подготовки. Скорее всего, Венанций Фортунат был специально вызван из Италии, чтобы описать эту свадьбу в своих стихах. По мнению Брюно Дюмезиля, Венанцию Фортунату, впоследствии приобретшему в Галлии определённую репутацию, видимо, было неудобно сознаться, что его просто наняли за деньги, и он предпочёл сослаться на благочестивое паломничество.
Покинув Мец, осенью того же года Венанций Фортунат приехал в Париж, где провёл зиму и познакомился с другими представителями меровингской династии — вдовой Хильдеберта I Вультроготой и дочерью Теодориха I Теодехильдой, не забыв об этом упомянуть в своих стихах. В Париже в то время правил Хариберт I, известный женитьбой на монахине Марковейфе и отлучением, наложенным на них обоих епископом Парижа Германом. Про эту историю Венанций умалчивает в своих произведениях, видимо, считая её недостойной короля, зато прославляет другие заслуги Хариберта и Германа. Затем он посетил ещё несколько городов и замков, где, являясь предшественником трубадуров, пользовался гостеприимством аристократии и восхвалял её за это в своих стихотворениях. В 567 году Венанций прибыл в Тур, где его радушно принял Евфроний, предшественник Григория Турского на местной епископской кафедре. Однако там он надолго не задержался, и не исключено, что уже тогда Венанций познакомился с последним, но в его стихах об этом не упоминается.

### Первые годы в Пуатье

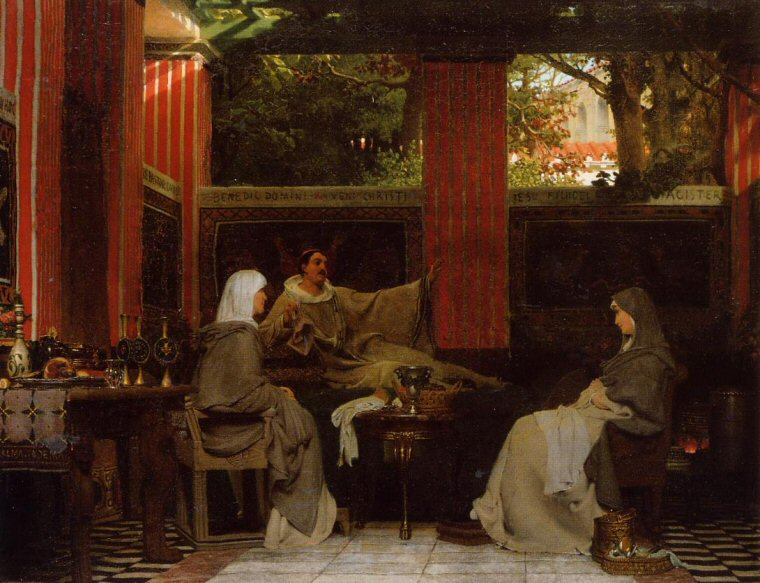
Венанций Фортунат читает стихи королеве Радегунде. Картина Лоуренса Альма-Тадемы (1862 год)

Конечным пунктом его путешествия стал город Пуатье, где он познакомился со святой Радегундой. В её лице он обрёл «родственную душу» и остался жить в Пуатье, в монастыре Святого Креста, где в том же году принял постриг, до самого конца своей жизни, хотя среди историков существует мнение, что он не вернулся на родину из-за вторжения в Италию лангобардов. Радегунда и её близкая подруга, аббатиса Агнесса, пленённые образованностью и талантом поэта, часто проводили с ним вечера в долгих беседах, составив для него идеальный круг повседневного общения. Венанций Фортунат стал духовником и биографом Радегунды, сохранились две поэмы, написанные ими в сотрудничестве. Также он посвятил ей много стихотворений, прославляющих её ум, достоинство и благочестие.
Незадолго до прибытия Венанция в Пуатье Радегунда стала инициатором переписки с Константинополем по поводу доставки в Галлию святой реликвии, маленькой частички Животворящего Креста Господня, который Иисус Христос нёс на Голгофу и на котором его распяли, а затем послала за ней клириков. В 568 году она в качестве дара получила эту величайшую реликвию от византийского императора Юстина II. Так как епископ Пуатье Маровей, раздражённый тем, что оказался непричастным к этому событию, отказался встречать её и уехал из города, то Сигиберт I поручил эту важную миссию епископу Тура Евфронию, который прибыл со своими клириками в Пуатье и 19 ноября перенёс святыню в монастырь с громким пением псалмов, с зажжёнными свечами и при воскурении ладана. Её приветствовало всё население города, люди пели гимны, сложенные по этому поводу Венанцием Фортунатом, а святыня была помещена в монастырь, который с тех пор стал носить имя Святого Креста.
После обмена послами, во время доставки реликвии, Радегунда получила возможность установить связь с роднёй, укрывшейся в Константинополе, где её двоюродный брат, Амалафрид, которого она очень любила, был принят на византийскую военную службу, хотя, скорее всего, к этому времени он уже умер, потому что после 552 года о его судьбе ничего не известно. По этому поводу Венанций от её лица написал элегию «О гибели Тюрингии».
Поселившись в Пуатье, Венанций стал свидетелем пышной свадебной процессии вестготской принцессы Галесвинты, сестры Брунгильды, которая направлялась в Руан, где ей предстояло выйти замуж за короля Нейстрии Хильперика I. Через несколько месяцев он к ней охладел, и по его приказу в 568 году она была задушена в собственной спальне. Хильперик же, спустя некоторое время, заключил брак с Фредегондой, которую молва обвинила в причастности к этому убийству из-за её любви к дворцовым интригам, и она составила ему вполне достойную пару. Эти события повлекли за собой войну между Хильпериком и Сигибертом и вдохновили Венанция на пространную элегию, которую, вероятно, он задумал как утешение для матери и сестры Галесвинты. Скорее всего, поэт сочинил её вскоре после печальных событий, а написана она была по просьбе Радегунды, так как вряд ли Венанций без её ведома и поддержки решился бы затронуть столь болезненную для королевской династии тему.

### Священник аббатства Сен-Круа де Пуатье

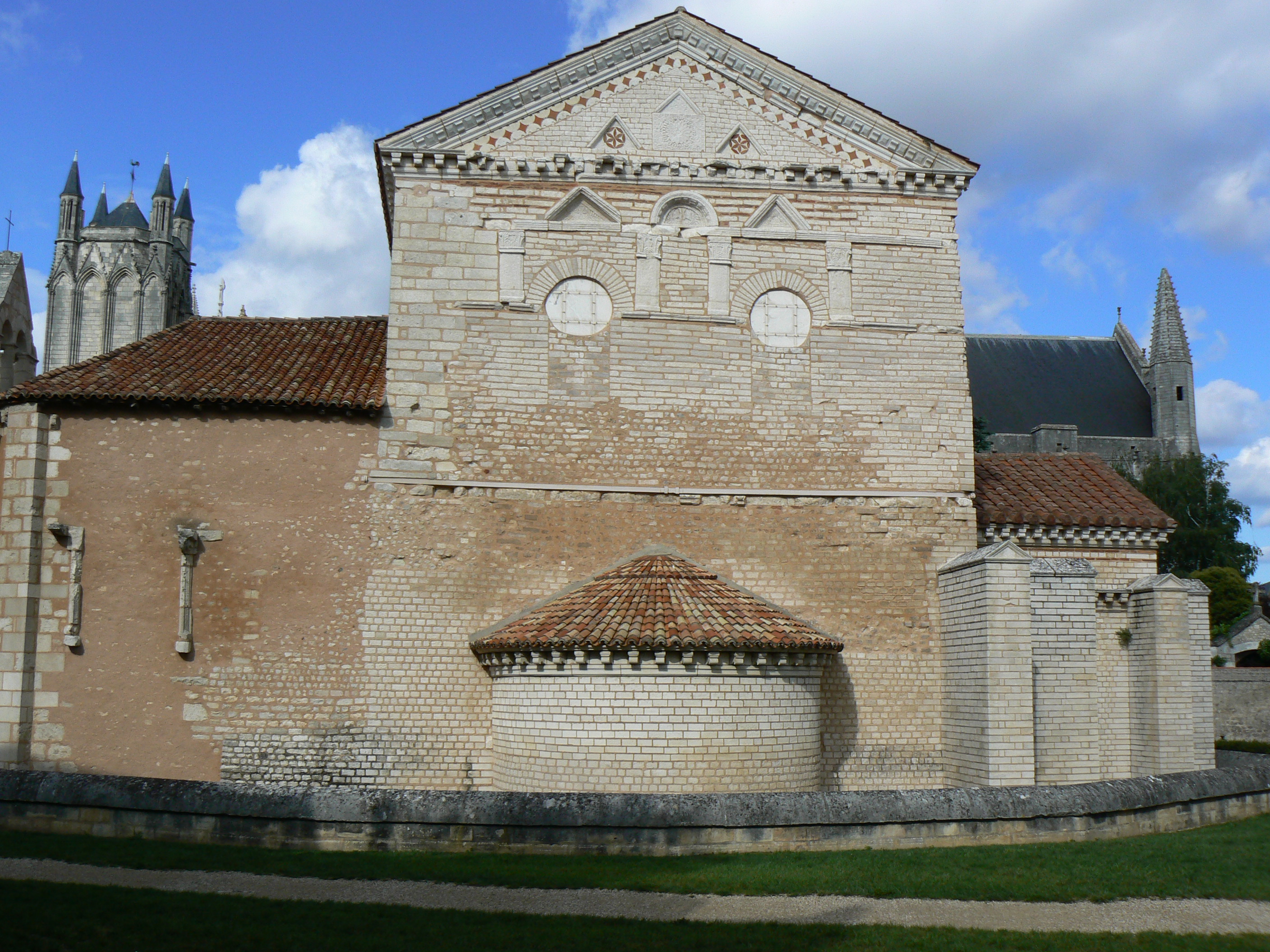
Баптистерий Иоанна Крестителя в Пуатье. Южный фасад. Старейшее сакральное строение (IV век) во Франции, рядом с которым был построен монастырь Святого Креста. На заднем плане виден Кафедральный Собор Святого Петра. Здесь часто бывал Венанций Фортунат

В 573 году епископ Евфроний умер, и на турской кафедре ему наследовал его двоюродный племянник Григорий Турский, который впоследствии стал близким другом Венанция Фортуната. Почти ровесников, их объединила любовь к словесности, и Григорий сумел оценить, с каким дарованием столкнула его жизнь, и благодаря настойчивости последнего Венанций, беззаботно относившийся к своим стихам, в конце концов взялся за их собирание и публикацию. В своих «Чудесах святого Мартина» Григорий Турский сравнивал его с Сульпицием Севером и Павлином из Перигё. Приблизительно в 576 году, благодаря поддержке Радегунды, поэт был рукоположен в сан священника.
По монастырским нуждам Венанций Фортунат побывал в различных областях Галлии и Бретани и познакомился со многими представителями епископата того времени. Во время одной из таких поездок Герман Парижский приглашал Венанция переехать жить в Париж, причём поэт вначале задумался, но всё-таки привязанность к Радегунде одержала верх, и он вернулся в Пуатье.
В конце 575 года Сигиберт I погиб от рук посланных королевой Фредегондой убийц, которые закололи его смазанными ядом кинжалами, но сами пали от рук его стражников. С этого времени Тур и Пуатье оказались под властью Хильперика I, мужа Фредегонды, который был самым жестоким правителем эпохи Меровингов. В 580 году он привлёк к суду Григория Турского, обвиняя последнего в распространении слухов о любовной связи епископа Бордо Бертрамна с Фредегондой. Для разбирательства этого дела король собрал епископов на вилле Берни, где Григорий сумел оправдаться клятвой, а зачинщика скандала Левдаста отлучили от церкви и подвергли пытке. Венанций Фортунат как мог поддерживал своего друга в этой неприятной истории и написал по этому поводу несколько стихотворений, которые, несомненно, умалили гнев Хильперика. В 584 году, после убийства Хильперика, которого Григорий Турский охарактеризовал как «Нерона и Ирода своего времени», Тур и Пуатье вернулись австразийской короне, где в то время правил Хильдеберт II, юный сын Сигиберта.
13 августа 587 года умерла Радегунда, и Венанцию, скорее всего, стало тяжело находиться в Пуатье, и, чтобы залечить свою душевную рану, он покинул город, с которым были связаны самые счастливые годы его жизни, согласившись составить компанию Григорию Турскому, которого Хильдеберт II попросил приехать в Мец, где предстояло урегулировать с королём Бургундии Гунтрамном вопросы соблюдения статей Анделотского договора, подписанного 28 ноября того же года. По условиям этого договора, между Австразией и Бургундией устанавливались вечная дружба и взаимное наследие в случае отсутствия сыновей у того или другого короля, а также был произведён раздел бывшего королевства Хариберта I и определены границы обоих государств. Описание этого путешествия — встреча с королевской семьёй, плавание по Мозелю, пир в Андернахе — составило содержание знаменитой поэмы Венанция Фортуната, «О моём плавании» (De navigio suo), в которой он соревновался в воспевании красот Мозеля с Авзонием, который в IV веке также странствовал по этой реке.

### Последние годы жизни

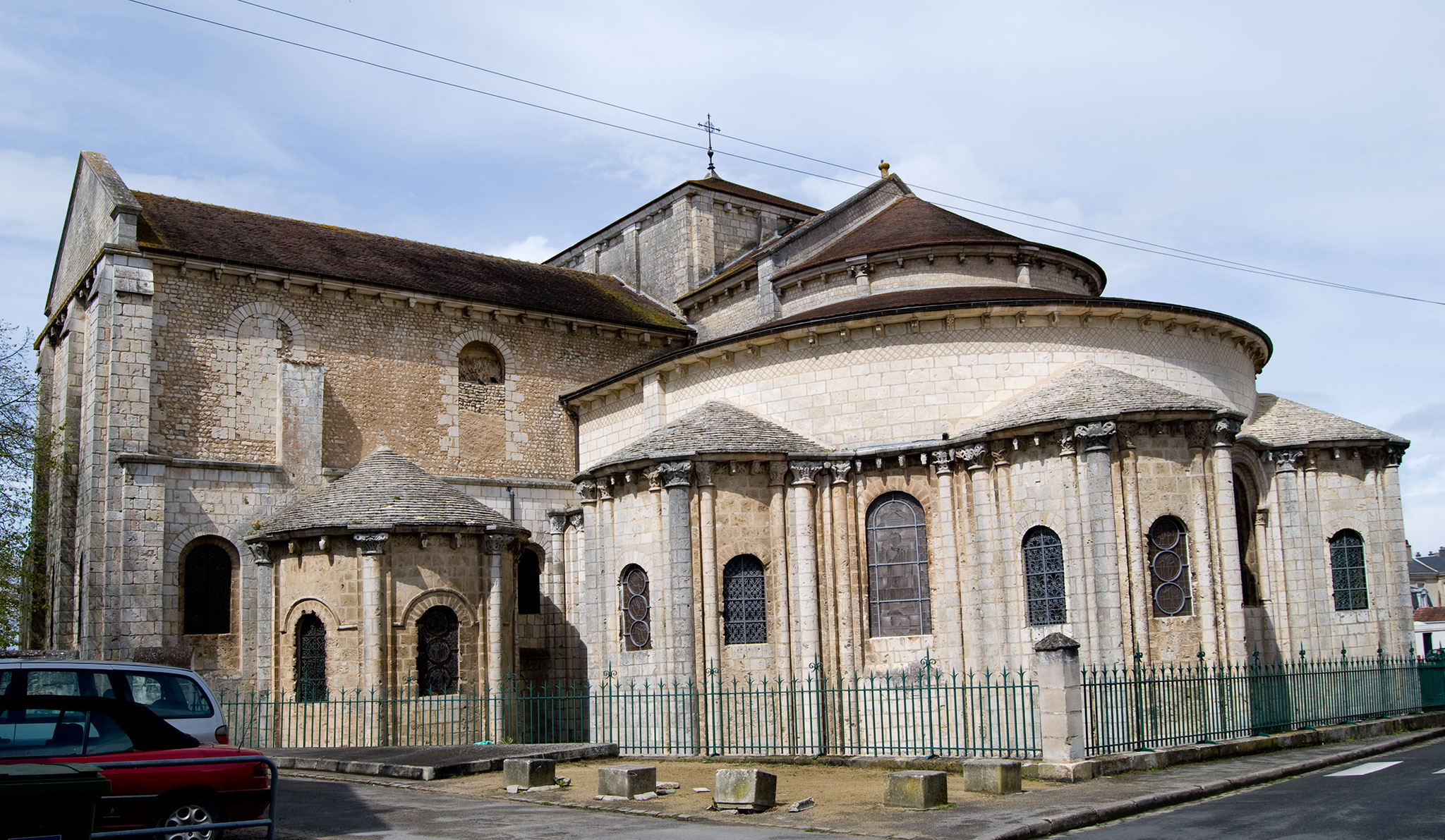
Церковь святого Илария Пиктавийского. Место погребения Венанция Фортуната. Пуатье. Франция

После этого Венанций Фортунат вернулся в Пуатье, где оказал последние почести Радегунде, написав её прозаическое «Житие». В 589 году в монастыре Святого Креста произошли волнения, спровоцированные дочерью Хариберта I Хродехильдой, которая возгордилась своим королевским происхождением и, очернив аббатису Левбоверу, хотела занять её место. Венанций адресовал своему старому другу два послания, обращая его внимание на сложившуюся ситуацию. В 590 году он написал стихи по поводу обновления Григорием базилики святого Мартина Турского, в которых прославлял деятельного епископа, не забыв упомянуть и о чудесах самого Мартина, своего святого покровителя.
В 591/594 году умер епископ Пуатье Маровей, который был очень недоволен большим духовным влиянием Радегунды на его епархию и враждебно относился к построенному на её территории монастырю, не входившему в его юрисдикцию. На этой кафедре ему наследовал Платон, архидиакон Григория Турского, после чего отношения между аббатством Сен-Круа де Пуатье и местными епископами наладились и стали отличаться взаимной любовью и уважением. Точная дата смерти Платона неизвестна, видимо, это произошло около 600 года. Следующим епископом Пуатье стал сменивший его Венанций, но вскоре после этого он умер (некоторые источники называют датой его смерти 609 год) и с соответствующими почестями был погребён в церкви святого Илария Пиктавийского. О почитании Венанция Фортуната впервые упоминает в конце VIII века Павел Диакон, который в то время прибыл в Пуатье, чтобы помолиться на его могиле. Здесь он составил эпитафию знаменитому поэту, после чего в своей «Истории лангобардов» поместил его краткое жизнеописание:
Славен талантом, разумом скор, пленителен речью, 
 Чью пресладостну песнь многи страницы гласят, 
 Фортунат, пиитов глава, досточтимый в деяньях, 
 Сыном Авсонии быв, в этой земле погребен. 
 От священных устен мы деяньям святых стародавних 
 Учимся; путь нам они света стяжать подают. 
 Счастлива Галлия, перлов таких убранством богата, 
 Коих сиянье женет мерзостну ночь от тебя. 
 Скромные эти стихи безыскусной я песни измолвил, 
 Чтоб средь людей, о святой, слава не скрылась твоя. 
 Жалкому ты пособи, Судии да избегну презренья; 
 Избранный в доблестях, мне помощь, молю, окажи.
Преемником Венанция Фортуната на епископской кафедре в Пуатье был Карегизил.

## Литературное творчество

### Гимны
Самыми известными произведениями Венанция Фортуната являются два стихотворения-гимна, ставшие частью литургии в католической церкви: «Знамёна веют царские» («Vexilla regis prodeunt») и «Воспой, язык, сраженье славной страсти» («Pange, lingua, gloriosi proelium certaminis»), который вдохновил святого Фому Аквинского на создание гимна «Pange lingua gloriosi corporis mysterium» (сейчас он называется «Торжество Святого Тела и Крови Христа»). Эти гимны были написаны в подражание римским военным песням в честь перенесения в Пуатье святой реликвии — частицы Животворящего Креста Господня. Святыня была прислана из Константинополя византийским императором Юстином II Радегунде, после развода с Хлотарем I основавшей в Пуатье женский монастырь под покровительством святого Илария Пиктавийского. Вероятнее всего, Венанций был автором написанной от имени Радегунды благодарственной поэмы Юстину II и его супруге Элии Софии. В католическое богослужение (т. н. бревиарий) также вошли гимн «Которую земля и море и эфир…» («Quem terra, pontus, aethera»), сочинённый им в честь Девы Марии и исполняемый на утренней и вечерней службах в праздники, посвящённые Богородице, и два гимна «О страстях Христовых». Ныне гимны Венанция Фортуната используются при чтении Псалтири; один из них был положен на музыку американским композитором Рэндаллом Джайлсом («Wonder, Love and Praise», 2001). Заметными произведениями музыкального искусства нового времени стали мотет «Vexilla regis prodeunt» (1892) Антона Брукнера и хоровая кантата «O Crux Splendidior» Кнута Нюстедта (1977), также написанные на слова Венанция Фортуната.

### Панегирики

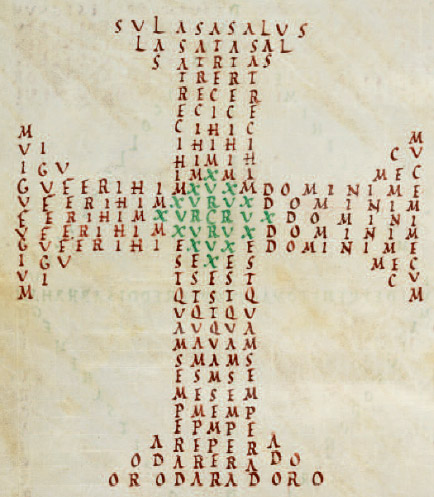
Стихотворение-крест «Signaculo Sanctae Crucis» Венанция Фортуната. Библиотека монастыря Святого Галла, Санкт-Галлен, Швейцария

Венанций Фортунат написал одиннадцать сохранившихся книг стихов на латинском языке под общим названием «Разные стихи» (Carmina miscellanea), отличающихся жанровым разнообразием, которые включают в себя всевозможные элегии, эпиграммы, эпиталамы, эпитафии, панегирики, утешения, христианские и религиозные гимны. Большинство стихотворений написано дактилическим гекзаметром и элегическим дистихом, хотя среди них встречаются и акростихи. Но всё-таки главным жанром его поэзии считается панегирик, причём четыре основных панегирика он написал о королях из династии Меровингов. Первый панегирик поэт написал в Меце, в честь бракосочетания Сигиберта I и Брунгильды. Это причудливое стихотворение облечено в антично-мифологическую оболочку и напоминает стиль классических латинских поэтов. Следующий панегирик был написан в Париже, для короля Хариберта I, из текста которого создавалось впечатление, что этот король франков являлся прямым потомком самих римских императоров и имел законные права на римский престол. Третий панегирик, написанный для короля Нейстрии Хильперика I, полон противоречий. Последний был известен как упрямый и вспыльчивый правитель, однако в этом произведении Венанций изображает его добрым, сострадательным и милосердным, никогда не делающим поспешных выводов и даже хвалит стихи короля. Стихотворение было написано в 580 году, в связи с судом по обвинению в измене Григория Турского, покровителя и друга поэта. Некоторые учёные предположили, что Венанций просто пытался успокоить короля из-за неопределённого будущего Григория. Однако другие историки, такие как Бреннан и Джордж, были не согласны с такой точкой зрения, говоря, что поэтический стиль Венанция Фортуната был весьма вызывающим и полон нравоучений, следовательно в этом стихотворении он указывал Хильперику, как должен править идеальный король. Таким образом, это произведение становится открытым призывом к его другу Григорию Турскому всячески избегать разногласий с Хильпериком. Кстати, в том же году он написал утешение Хильперику и его жене Фредегонде по поводу преждевременной смерти их сыновей. Четвёртый же панегирик Венанций посвятил королю Австразии Хильдеберту II и его матери, Брунгильде, где автор описал совершённую вместе с ними прогулку по Мозелю и Рейну.
Кроме панегириков, Венанций Фортунат писал и другие виды стихов, в том числе похвалы, утешения, личные стихи для епископов и друзей, а также стихи в поддержку каких-либо политических вопросов, в частности тех, где фигурировали его друзья. Особое место занимает стихотворное послание, написанное Венанцием в 573 году, к жителям города Тур, где он благодарит их за избрание епископом столь достойного человека, как Григорий Турский. Его одиннадцать сохранившихся книг стихов содержат произведения, которые упорядочены хронологически и по важности сюжета. Например, стихотворение о Боге идёт раньше, чем панегирик царю, который в свою очередь написан перед хвалебной речью в честь епископа. Этот сборник стихов, скорее всего, можно считать основным первичным источником для написания его биографии.

### Агиографические сочинения
Кроме того, Венанций написал много сочинений агиографического характера, к которым относятся «Житие святого Мартина», прозаические жития Илария Пиктавийского, Марцелла Парижского и Северина Бурдигальского, а также своих современников — Альбина Анжерского, Германа Парижского, Патерна Авраншского и Радегунды. Его слава как агиографа была настолько велика, что ему приписывалось авторство и ряда других житий меровингской эпохи — Ремигия Реймсского, Медарда Нуайонского, Маурилия Анжерского и Амантия Родезского, а также «Страстей святых Дионисия, Рустика и Елевферия» (Passio SS. Dionysii Rustici et Eleutherii). «Житие святого Мартина» — это длинная поэма, напоминающая классические эпосы греческой и римской литературы, в которой главное внимание обращено на чудеса святого, которые изложены с излишними подробностями и в значительно приподнятом тоне. В житии Германа Парижского автор также повествует только о его чудесах, почти ничего не рассказывая о его епископском служении и церковно-политической деятельности.

## След в истории

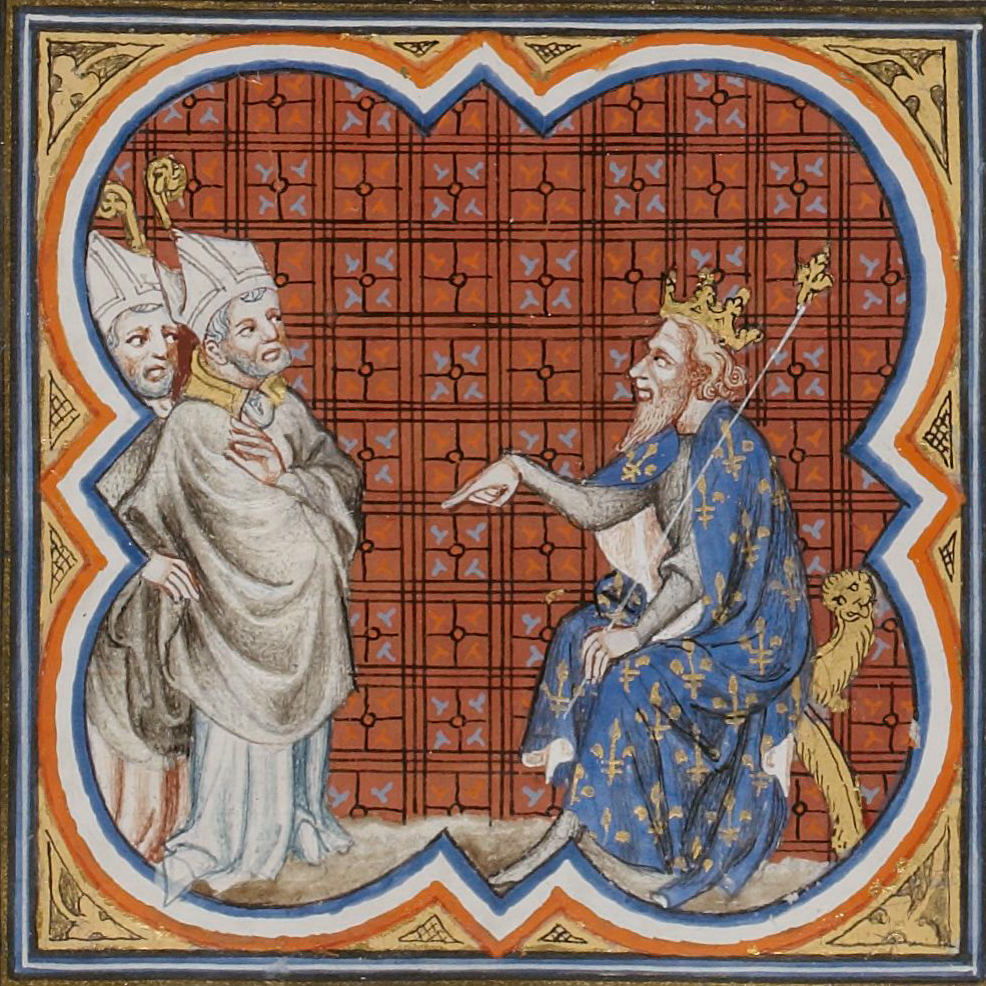
Хильперик I обвиняет в измене Григория Турского. Миниатюра из Больших французских хроник. XIV век, Париж, Франция

Творчество Венанция Фортуната сыграло важную роль в развитии поздней латинской литературы, во многом благодаря тому, что он писал в то время, когда просодия переходила от количественных стихов классической латыни к метрическому акценту средневековой латыни. В его произведениях чувствуется сильное влияние древнеримских авторов, но он не стал механически копировать античных поэтов, а стремился, на основе знакомства с их творчеством, выработать свой собственный стиль. Его стихи представляют значительный культурно-исторический интерес и отличаются своим совершенством. Язык его поэзии очень жив и содержит немало черт народной речи и неологизмов, в основном из греческого языка, изучение которого также повлияло на формирование его стиля. Нередко в его произведениях можно обнаружить большую наблюдательность и живое чувство природы, которую Венанций любил изображать с религиозным восприятием в христианском преломлении. Это отчётливо прослеживается в знаменитой поэме Венанция Фортуната «О моём плавании».
Как и большинство поэтов того времени, Венанций Фортунат наслаждается описанием увиденного, но при написании объёмных произведений ему не всегда удавалось выдерживать стиль, который становится ритмически неестественным. Его лексикон довольно разнообразен, однако всё-таки недостаточно полон, и хотя его язык довольно точен, но омрачён некоторой неопределённостью. Эти дефекты могли бы казаться невыносимыми, если бы он не использовал в своих стихах традиции латинской поэзии античных авторов, которые вносят в повествование определённую трезвость. Модель стихосложения Венанция весьма однообразна. Своим пристрастием к двустишиям он заложил основы каролингской поэзии. Венанций, как истинно римский поэт, выражает с особой искренностью чувства интимности и нежности, особенно, когда рисует печальные и тревожные события. Он с большим успехом описывает эмоции, вызванные трагическими случаями из жизни окружающих его людей, особенно в сердцах женщин, которые в те времена слишком часто становились жертвами жестоких страстей.
Произведения Венанция Фортуната сплошь пронизаны аллегорической поэзией, причём основную её часть составляли льстивые восхваления высокопоставленным адресатам, без которых в то время, особенно в его положении, было никак нельзя обойтись. Венанций был чужаком в Галлии, и, чтобы найти себе друзей, ему приходилось превозносить добродетели местной аристократии. Он считался одним из самых выдающихся поэтов в этой области и со дня своего прибытия в Галлию заключил большое количество поэтических контрактов, причём, время от времени, ему постоянно поступали новые предложения от всевозможных королей, епископов, дворян и женщин. Венанций использовал свою поэзию для укрепления авторитета в обществе, также она способствовала его политическим идеям, которые он поддерживал. Эти идеи, как правило, были задуманы его друзьями, Радегундой и Григорием Турским, а Венанций Фортунат передавал их личные мысли при помощи своей поэзии. Продвигаясь по служебной церковной лестнице, он был мастером-невидимкой и на протяжении всей своей жизни был в фаворе у большинства своих знакомых, поддерживая прогрессивные тенденции франкской королевской семьи.
С точки зрения некоторых современных историков Венанций Фортунат «прорубил ещё одно окно» в мир эпохи Меровингов. Для этого периода истории Франции важнейшим источником является «История франков» (Historia Francorum) Григория Турского. Его личные и политические взгляды достаточно хорошо известны, поэтому объективность его суждений может подвергаться сомнению. Хотя Венанций часто стремился приукрасить окружающую действительность или же просто создавал «макет» истинных событий, всё-таки в ситуациях, которые он описывал, всегда присутствовала доля правды, будь то его классические украшения в панегирике по поводу брака Сигиберта и Брунгильды или его попытка исправить плохого короля Хильперика, напомнив ему черты идеального правителя. При этом он изображал альтернативное представление всего, что происходило, которое порой отличалось от мнения Григория Турского. Поэтому, исходя из особенностей менталитета образованных жителей Галлии эпохи Меровингов, позиция Венанция может быть более объективной и предпочтительнее точки зрения Григория Турского.

## Комментарии
1. ↑  Их было слишком много, чтобы всех перечислять, вот имена некоторых из них: Динамий[17], Гогон[18], Бодегизил[19], Луп[20], Иовин[21], Берульф[22].
2. ↑  Интерпретация этого произведения — дело крайне трудное; можно также предположить, что оно написано Венанцием от имени Радегунды, и в таком случае крёстной матерью принцессы была она. Зато упоминание преждевременной смерти поборницы ортодоксально-никейской веры, дочери королевы, позволяет почти с уверенностью говорить об Ингунде.